# روابط اسرائیل و چاد
روابط چاد و اسرائیل به روابط دیپلماتیک میان جمهوری چاد و دولت اسرائیل اشاره دارد. هر دو کشور عضو سازمان ملل هستند. روابط دیپلماتیک دو کشور با استقلال چاد در سال ۱۹۶۰ آغاز شد، اما در دهه ۱۹۷۰ رسماً خاتمه یافت. روابط دوفاکتو در سال ۲۰۱۶ از سر گرفته شد و روابط دیپلماتیک در سال ۲۰۱۹ برقرار شد.

## تاریخ

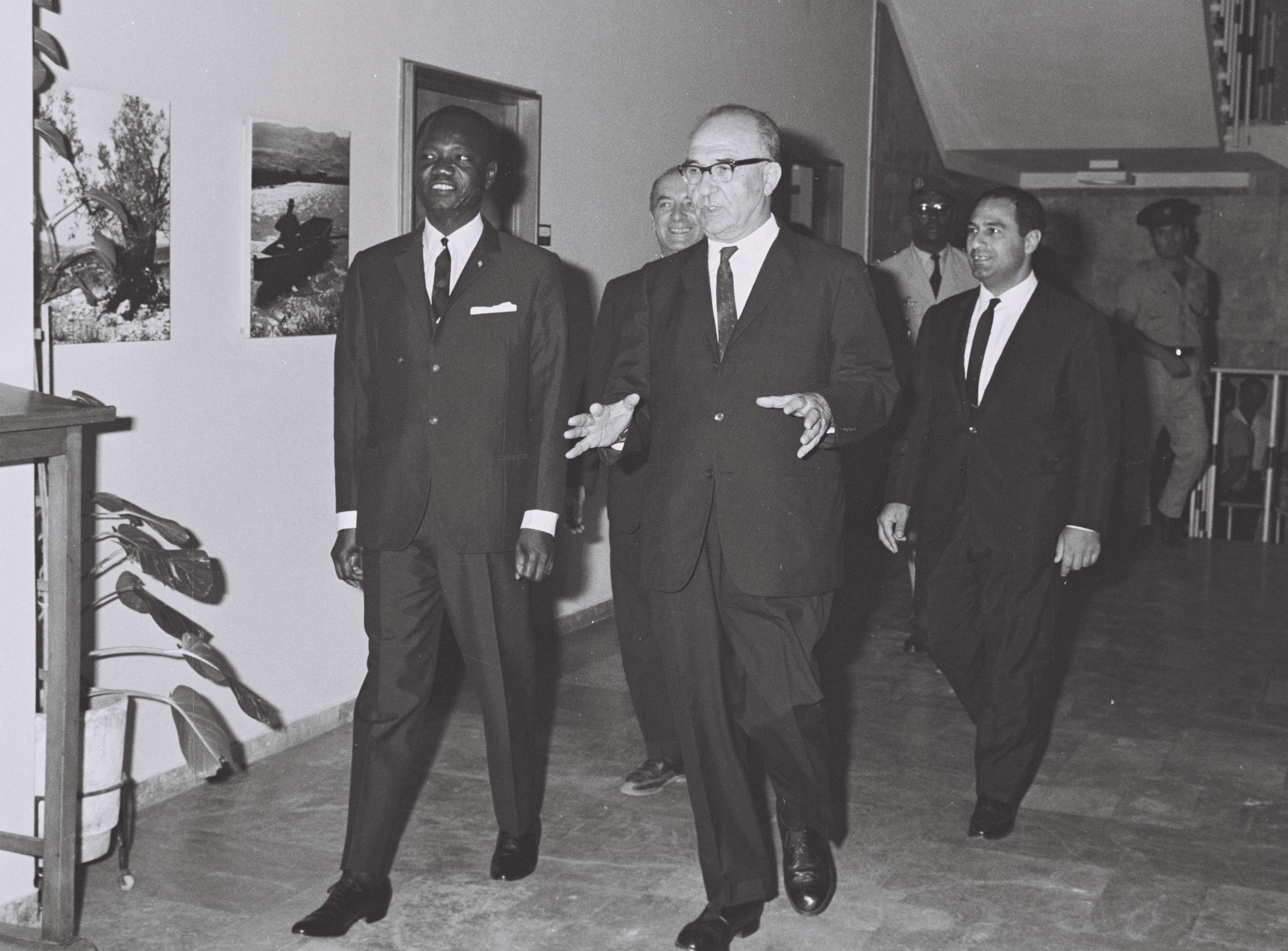
رئیس‌جمهور چاد، فرانسوا تومبالبایه و نخست‌وزیر اسرائیل، لوی اشکول در سال ۱۹۶۵

در سال ۱۹۶۰، اسرائیل زمانی که چاد از فرانسه به استقلال رسید، چاد را به رسمیت شناخت. در ۱۰ ژانویه ۱۹۶۱، چاد و اسرائیل روابط دیپلماتیک برقرار کردند. در سال ۱۹۶۲، اسرائیل سفارت مقیم خود را در انجامنا افتتاح کرد. در ابتدا، هر دو کشور روابط دوستانه خود را حفظ می‌کردند. در سال ۱۹۶۵، رئیس‌جمهور چاد، فرانسوا تومبالبایه، سفری رسمی به اسرائیل داشت.
در ۲۸ نوامبر ۱۹۷۲، چاد اعلام کرد که در حال خاتمه دادن به روابط خود با اسرائیل است. چاد دومین کشور از بیست و دو کشور آفریقایی بود که در سال ۱۹۷۲ و ۱۹۷۳ به روابط خود با اسرائیل پایان داد.
اگرچه چاد و اسرائیل روابط رسمی دیپلماتیک نداشتند، اما روابط غیررسمی آنها ادامه داشت. گفته می‌شود اسرائیل برای کمک در طول جنگ داخلی چاد به دولت چادی اسلحه فروخته‌است. اخیراً، اسرائیل برای کمک به جنگ این کشور علیه شورشیان در شمال، سلاح و بودجه به چاد ارائه کرده‌است.